# Donald Harrison
Donald Harrison (New Orleans, 23 juni 1960) is een Amerikaanse jazzsaxofonist. Hij was in New Orleans Big Chief van The Congo Square Nation Afro-New Orleans Cultural Group. In 2021 ontving hij een eredoctoraat van het Berklee College of Music. Daarnaast is hij een NEA Jazz Master. Hij is de oom en voormalig docent van Chief Xian aTunde Adjuah (voorheen Christian Scott). Een "Big Chief" is de leider van een "Social Aid and Pleasure Club" en fungeert ook als leider van een groep Mardi Gras-indianen tijdens Mardi Grasparades.

## Biografie
Harrison werd in New Orleans geboren als zoon van Big Chief Donald Harrison sr., die hem inwijdde in de geheime stamcultuur van de Mardi Gras-indianen, waarin de muziek en "second line"parades een belanhrijke rol spelen. Hij studeerde aan het Berklee College of Music. Als professionele muzikant werkte hij samen met Roy Haynes en Jack McDuff, voordat hij zich met Terence Blanchard bij Art Blakey and the Jazz Messengers voegde, met wie hij tot 1989 in het kwintet albums opnam. Twee jaar later bracht Harrison een eerbetoonalbum uit aan Blakey, For Art's Sake. Dit werd gevolgd door een album dat de erfenis van Harrison uit New Orleans bereikte, met gastoptredens van Dr. John en Cyrus Chestnut en zang van de "Guardians of the Flame Mardi Gras Indians". Hij wijdde de helft van het album Nouveau Swing (1997), aan het mixen van de swingbeat van moderne akoestische jazz met moderne dansmuziek en de andere helft aan het mixen van de swingbeat met muziek met Caribische invloeden. Op het volgende album gingen zijn experimenten verder door de swingbeat van de moderne jazz te mixen met hiphop, Latin-muziek, rhythm-and-blues en smooth jazz.
Op zijn albums 3D Vols. I, II en III presenteert hij drie verschillende muziekgenres. Vol. I bevat smooth jazz en R&B-stijl. Vol. II is een album in klassieke jazzstijl. Vol. III bevat toneelstukken en hiphop.
Zijn groep de Donald Harrison Electric Band heeft populaire radiohits opgenomen die de top tien van het tijdschrift Billboard bereikten. Hij treedt op als producer, zanger en rapper van traditionele jazz- en hiphopgenres uit New Orleans met zijn groep "The New Sounds of Mardi Gras". De groep, die twee albums heeft opgenomen, werd opgericht in 2001 en trad wereldwijd op. In 1999 werd Harrison benoemd tot Big Chief van de Congo Nation Afro-New Orleans Cultural Group, die de geheime tradities van Congo Square levend houdt.
In 2016 nam Harrison zijn eerste orkestwerk op met het Moskou Symfonie Orkest. Hierna schreef hij klassieke orkestwerken in 2017 voor het Thailand Philharmonic Orchestra, The New York Chamber Orchestra en The Jalapa Symphony Orchestra.
Harrison heeft een aantal jonge muzikanten opgeleid, waaronder trompettist (en neef van Harrison) Chief Xian aTunde Adjuah (voorheen Christian Scott), Mark Whitfield, Christian McBride en The Notorious B.I.G.. Harrison was te zien in een HBO-documentaire van Spike Lee When the Levees Broke, en speelt zichzelf in elf afleveringen van de televisieserie Treme.
Harrison werd in januari 2007 door het tijdschrift Jazziz gekozen tot Person of the Year.

## Discografie

### Als Donald Harrison
- 1990: Full Circle (Sweet Basil)
- 1991: For Art's Sake (Candid)
- 1992: Indian Blues (Candid) met Dr. John
- 1994: The Power of Cool (CTI)
- 1997: Nouveau Swing (Impulse!)
- 1999: Free to Be (Impulse!)
- 2000: Spirits of Congo Square (Candid)
- 2001: Real Life Stories (Nagel Heyer)
- 2002: Kind of New (Candid)
- 2003: Paradise Found (Fomp)
- 2004: Heroes (Nagel Heyer)
- 2004: Free Style (Nagel Heyer)
- 2005: New York Cool: Live at The Blue Note (Half Note)
- 2005: 3D (Fomp)
- 2006: The Survivor (Nagel Heyer)
- 2008: The Chosen (Nagel Heyer)
- 2011: This Is Jazz: Live at The Blue Note (Half Note)[2]

Samen met Terence Blanchard
- 1983: New York Second Line (Concord)
- 1984: Discernment (Concord)
- 1986: Nascence (Columbia)
- 1986: Eric Dolphy & Booker Little Remembered Live at Sweet Basil, Vol. 1 (Evidence)
- 1986: Fire Waltz: Eric Dolphy & Booker Little Remembered Live At Sweet Basil, Vol. 2 (Evidence)
- 1987: Crystal Stair (Columbia)
- 1988: Black Pearl (Columbia)

### In samenwerkingen
Met Art Blakey
- Oh-By the Way (Timeless, 1982)
- New York Scene (Concord, 1984)
- Blue Night (Timeless, 1985)
- New Year's Eve at Sweet Basil (Evidence, 1985)

Met Joanne Brackeen
- Turnaround (Evidence, 1992)

Met The Headhunters
- Evolution Revolution (Basin Street Records, 2003)
- Speakers In The House (Ropeadope, 2022)

Met Eddie Henderson
- Witness to History (Smoke Sessions, 2022)[3]

Met The Brian Lynch/Eddie Palmieri Project
- Simpático (ArtistShare, 2007)

Met Eddie Palmieri
- Palmas (Elektra Nonesuch, 1995)
- Arete  (RMM, 1995)
- Vortex (RMM, 1996)
- Listen Here! (Concord, 2005)
- Wisdom/Sabiduria (Ropeadope, 2017)

Met Don Pullen
- The Sixth Sense (Black Saint Records, 1985)

Met Lonnie Smith
- Rise Up! (Palmetto Records, 2008)

Met Esperanza Spalding
- Esperanza (Heads Up International, 2008)

Met Jane Monheit
- Taking a Chance on Love (Sony Music Entertainment, 2004)

### Op dvd
- Live met Clark Terry
- Live at the Supper Club met Lena Horne

## Privéleven
Hij is getrouwd met Mary Alicė Spears-Harrison en is de vader van Victoria Harrison.